# 503-й отдельный батальон морской пехоты
503-й отдельный батальон морской пехоты Военно-морских сил Украины (укр. 503-й окремий батальйон морської піхоти, сокр. 503 ОБМП, в/ч А1275, до 2017 1-й линейный батальон 36-й отдельной бригады морской пехоты) — подразделение морской пехоты Украины, сформированное 1 ноября 2017 на основе 1-го линейного батальона 36-й отдельной бригады морской пехоты имени контр-адмирала Михаила Белинского с выводом из подчинения бригады с прямым подчинением Командованию морской пехоты.

## История и служба 503-го батальона

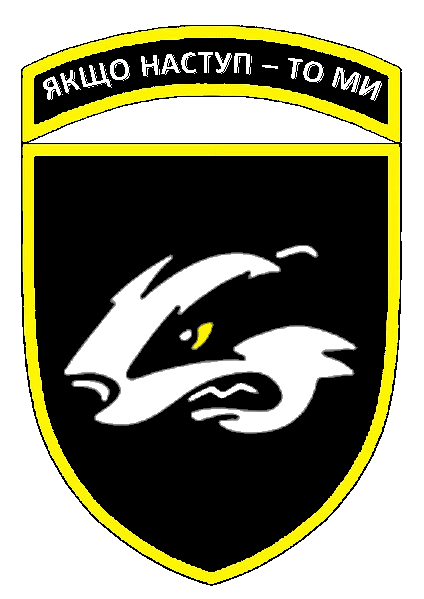
нарукавный знак подразделения 2017—2023

В начале мая 2014 года из военнослужащих 36-й отдельной бригады береговой обороны, 1-го отдельного батальона морской пехоты и 501-го отдельных батальонов морской пехоты была сформирована ротно-тактическая группа «для сдерживания сепаратистских движений в Бессарабии, Николаевской и Херсонской областях» в составе тактической группы «Крым». Подразделение несло службу на блок-постах вблизи населенных пунктов Затока, Мирное, Кучурганы, Алетестово, Котовка, Кошары Одесской области и на въездах в Николаев.
В августе 2014 года РТГ морпехов была пополнена военнослужащими из других частей Военно-морских сил Украины и переброшена на войну в Донбассе, где базировалась с сентября 2014-го по март 2015 года  в районе населенных пунктов Гранитное и Талаковка Донецкой области. С апреля по июль 2015 года РТГ отвечала за противодесантную оборону участка морского побережья Мариуполь – Белосарайская коса – Бабах-Тарама.
20 июля 2015 года на основании общей директивы Министерства обороны Украины и Генерального штаба Вооруженных Сил Украины от 15 июля 2015 года была сформирована 36-я отдельная бригада морской пехоты имени контр-адмирала Михаила Билинского. 36-я бригада морской пехоты принимала участие в боях за Широкино и Водяное.
14 июня 2017 года был сформирован 1-й линейный батальон 36-й отдельной бригады морской пехоты. Боевое слаживание он проходил на полигоне возле Урзуфа.
16 ноября 2017 года батальону было вручено боевое знамя.
В октябре 2018 года батальон получил место своего постоянного дислоцирования в Мариуполе и новое наименование - 503-й отдельный батальон морской пехоты (ОБМП).
Благодаря 503 ОБМП в 2019 году начала свое существование Школа юных морских пехотинцев в городе Черкассы.
В 2019 году батальон принимал участие в ряде международных учений по стандартам НАТО и показал себя на самом высоком уровне.
За годы существования батальон стал одной из элитных частей ВМС. Его подразделения размещались в бункерах, вырытых и обустроенных на глубине 2 метров на линии соприкосновения с Народной милицией ДНР в районе Верхнеторецкого. Они получали новое оружие из США, Великобритании, стран Балтии и Чехии и готовились его осваивать. В составе батальона с 2018 года служили иностранцы-наёмники - в частности, гражданин США Шон Фуллер. Они были экипированы оружием и снаряжением иностранного производства, сообщалось в отчёте российского представителя на сессии ОБСЕ 23 июля 2020 года.
В марте-апреле 2022 года батальон принимал участие в обороне Мариуполя в ходе вторжения России в Украину. В начале марта был убит один из командиров батальона Павел Сбитов. 4 апреля глава Чечни Рамзан Кадыров сообщил о сдаче в плен по меньшей мере 267 бойцов этого подразделения. Однако впоследствии эта информация была уточнена, так как на видео были опознаны бойцы 501-го батальона.

## Структура
- штаб управления
- 1-я рота морской пехоты
- 2-я рота морской пехоты
- десантно-штурмовая рота
- рота огневой поддержки
- миномётная батарея
- самоходная артиллерийская батарея
- зенитный артиллерийский взвод
- инженерно-саперный взвод
- зенитный ракетный взвод
- разведывательный взвод
- снайперский взвод
- рота материально-технического обеспечения
- медицинский пункт

## Командиры
- подполковник Сухаревский, Вадим Олегович (2015—2021)[11][12]
- майор Сбитов, Павел Олегович (2021 — 12 марта 2022)

## Традиции
Командир батальона лично проводит беседу с каждым желающим вступить в ряды «барсуков». Один из ключевых вопросов, которые он задаёт: кто написал «Муму»?
Одна из традиций батальона — ежегодный офицерский бал.
В 2019 году бойцы сочинили для батальона гимн «Видишь — стреляй» (укр. Бачиш — стріляй).